# Carlo Zotti
Carlo Zotti, född 3 september 1982, är en italiensk före detta fotbollsmålvakt som senast spelade i FC Locarno.